# خرگوش عید پاک

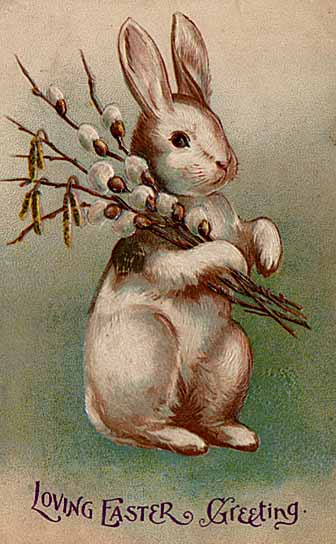
خرگوش عید پاک در کارت پستال چاپ شده در سال ۱۹۰۷

خرگوش عید پاک (به انگلیسی: Easter Bunny) موجودی تخیلی است که بنابر داستان ها ، تخم مرغ عید پاک را می آورد.
روز عید پاک به ویژه بچه‌ها تخم مرغ‌های رنگین را، که «خرگوش» در گوشه و کنار باغ پنهان کرده، پیدا می‌کنند و با لذت می‌خورند.
و خرگوش، نماد زایش و باروری است، حیوان چالاکی است که در آغاز بهار با تمام توش و توان در امر زاد و ولد کوشاست.